# Galumna sabahna
Galumna sabahna är en kvalsterart som beskrevs av Sandór Mahunka 1995. Galumna sabahna ingår i släktet Galumna och familjen Galumnidae. Inga underarter finns listade i Catalogue of Life.